# Frustracja
Frustracja (łac. frustratio - zawód, udaremnienie) – zespół przykrych emocji związanych z niemożliwością realizacji potrzeby lub osiągnięcia określonego celu. Czasem frustrację definiuje się jako każdą sytuację, która wywołuje nieprzyjemne reakcje: ból, gniew, złość, nudę, irytację, lęk i inne formy dyskomfortu. Frustracja bywa rozumiana jako reakcja na niemożliwość osiągnięcia celu, pomimo dążenia do niego. Uczucie frustracji łączy się z nakładem pracy nie doprowadzającej do osiągnięcia celu. Są to swego rodzaju wyrzuty sumienia wobec siebie samego znajdujące ujście pod postacią frustracji, kompulsji, przeniesienia lub natręctwa – jest to mechanizm spontaniczny, instynktowny i nieświadomy wynikający z jednostkowych uwarunkowań i doświadczeń.
W psychoanalizie traktuje się frustrację (czyli niemożność zaspokojenia popędów i potrzeb) jako czynnik rozwojowy, który przyczynia się do dojrzewania osobowości. Jeśli dziecko nie przeżywa frustracji, następuje fiksacja rozwojowa, podobnie jest wtedy, gdy frustracji jest zbyt wiele.
Psychologowie społeczni są zdania, że siła frustracji zależy od kilku czynników:
- Zaskoczenie. Gdy frustracja jest niespodziewana, jest silniejsza. Frustrację, której się spodziewamy, jest łatwiej znieść. W związku z tym niektóre osoby tworzą odpowiednie nastawienie (obronny pesymizm), którego zadaniem jest obrona przed niespodziewaną frustracją. Spodziewają się porażek zamiast sukcesów („i tak mi się nie uda”), i w ten sposób chronią się przed ewentualnymi frustracjami. Taka postawa jest także demotywująca i zwiększa szanse porażki. Skrajną formą obrony jest samoutrudnianie.
- Oczekiwania co do celu. Jeśli są wysokie, przeżywamy silniejszą frustrację, gdy cel jest nieosiągalny. Podobnie, czasem próbujemy poradzić sobie z ewentualną porażką poprzez obniżanie oczekiwań - nie zależy mi. Z tego powodu ludzie czasem nie przygotowują się do naprawdę ważnych dla siebie momentów - na przykład idą na rozmowę kwalifikacyjną nieprzygotowani na pytanie: Ile chcesz zarabiać?
- Frustracja niezrozumiała. Jest silniejsza niż taka, którą rozumiemy i wiemy dlaczego miała miejsce. Na przykład, jeśli rodzic tłumaczy dziecku pewne zakazy, mniej frustruje, natomiast jeśli są one opatrzone komentarzem nie bo nie, wtedy dziecko będzie bardziej sfrustrowane. Rozumienie powinno się jednak pojawiać przed pojawieniem się frustracji. Rozumienie po fakcie jest mniej uspokajające.
- Poprzednie frustracje. Frustracje nakładają się. Poprzednie frustracje mogą powodować, że bieżąca wydaje się nam bardzo silna. Człowiek nie spostrzega jednak subiektywnie ciągu nakładających się frustracji, zwykle ma wrażenie, że ostatnie wydarzenie jest najsilniej frustrujące (teoria transferu pobudzenia)
- Bliskość celu. Im bliżej był cel, którego nie udaje się nam osiągnąć, tym większa frustracja.

Deprywacja jest to zjawisko podobnego braku zaspokojenia lub niemożności osiągnięcia celu, jednak we frustracji jesteśmy przekonani, że pożądany cel jest możliwy do osiągnięcia. W deprywacji cel ten jest obiektywnie niemożliwy do osiągnięcia. Dlatego na przykład te dzieci, którym odmawia się komputera, ale które wiedzą, że rodzice nie mogą go kupić, przeżywają deprywację, te zaś które sądzą, że rodzice mogliby go kupić (np. dlatego, że kiedyś obiecywali), przeżywają frustrację.
Frustracja prowadzi do kilku konsekwencji:
- próby pokonania przeszkody,

jeśli się one nie powiodą pojawia się:
- agresja (zobacz teoria frustracji - agresji)
- regresja
- apatia